# Robert Fryderyk Stichel
Robert Fryderyk Stichel (ur. 22 grudnia 1816 w Altenburgu, zm. 13 marca 1892 w Warszawie) – pierwszy polski magister nauk weterynaryjnych.
Robert Stichel urodził się w rodzie mieszczańskiej w Altenburgu, stolicy księstwa sasko-altenburskiego. Jeden z jego przodków był burmistrzem miasta, a ojciec prowadził warsztat płatnerski. Wprawdzie rozpoczął studia medyczne, ale w 1839 podjął naukę w kierunku weterynaryjnym w Königliche Thierarzneischule w Dreźnie. Dyplom lekarza weterynarii uzyskał w 1841. Po zakończeniu studiów przyjął propozycję hrabiego Andrzeja Zamoyskiego podjęcia pracy w ordynacji Zamoyskich. Przeniósł się do Królestwa Polskiego i zamieszkał w ordynacji Zamoyskich w Klemensowie.
We wrześniu 1847 Zamoyski złożył w Radzie Lekarskiej Królestwa Polskiego wniosek o wydanie zgody na wykonywanie przez Stichela praktyki weterynaryjnej na terenie Królestwa Polskiego. W październiku Rada wyraziła zgodę i zakreśliła warunek zdania egzaminu na dowolny stopień weterynaryjny. Robert Fryderyk Stichel zadeklarował wolę zdawania na najwyższy stopień, jaki był dostępny. Egzamin odbył się 4 stycznia 1848 w Warszawie. 30 stycznia Stichel otrzymał dyplom. Był to pierwszy wydany w Królestwie Polskim dyplom magistra nauk weterynaryjnych.
Do około 1860 Stichel pracował u Zamoyskich w ordynacji w Klemensowie. Nadzorował między innymi zagraniczne zakupy bydła rasowego oraz koni. Po rezygnacji z tej pracy przeniósł się do Warszawy. Zorganizował tam własną praktykę weterynaryjną, świadcząc usługi na rzecz okolicznych ośrodków hodowlanych i majątków ziemskich. Sprawował także nadzór weterynaryjny nad utrzymywanymi w warszawskiej Cytadeli końmi gubernatorskimi, a także końmi pocztowymi i końmi należącymi do Towarzystwa Akcyjnego Zakładów Żyrardowskich. Przekazy rodzinne Stichelów podawały informację, że zimą 1864 Robert Stichel, korzystając ze stałej gubernatorskiej przepustki wjazdu do Cytadeli, ukrył w swych saniach i wywiózł z niej czterech więzionych tam powstańców.
Robert Stichel do końca życia słabo mówił po polsku. Prawdopodobnie egzamin z 1848 zdawał w języku niemieckim lub po łacinie. Zmarł w Warszawie 13 marca 1892 i został pochowany na cmentarzu ewangelicko-augsburskim (aleja C, grób 118). Prawnuczka Stichela – prof. dr hab. Janina Oyrzanowska-Poplewska – była naukowcem w dziedzinie nauk weterynaryjnych, specjalistką epizootiologii, kierownikiem Zakładu Epizootiologii Wydziału Medycyny Weterynaryjnej Szkoły Głównej Gospodarstwa Wiejskiego w Warszawie. Za ratowanie Żydów podczas drugiej wojny światowej została wyróżniona przez instytut Jad Waszem odznaczeniem Sprawiedliwy wśród Narodów Świata.